# Wacław Skarul
Wacław Skarul (ur. 28 września 1956 we Wrocławiu) – polski trener i działacz kolarski.

## Życiorys
W młodości uprawiał kolarstwo torowe. Ukończył studia na Akademii Wychowania Fizycznego we Wrocławiu. Swoją pracę magisterską poświęcił Ryszardowi Szurkowskiemu, któremu od 1984 asystował jako trenerowi polskiej kadry kolarzy szosowych, m.in. na Igrzyskach Olimpijskich w Seulu w 1988. W grudniu 1988 zastąpił R. Szurkowskiego na tym stanowisku i prowadził samodzielnie kadrę do 1992. Największym sukcesem jego zawodnika było mistrzostwo świata Joachima Halupczoka w 1989, za co "Przegląd Sportowy" wyróżnił go tytułem trenera roku 1989. W latach 1992–1994 pracował w Austrii z jedną z tamtejszych grup zawodowych. W 1993 został członkiem zarządu Polskiego Związku Kolarskiego. Od 1994 poświęcił się pracy w branży ubezpieczeniowej. Doradzał także polskiej zawodowej grupie kolarskiej CCC Polkowice, a od 2009 był jednym z dyrektorów sportowych grupy Mróz-Action-Uniqa. Od marca 2011 do grudnia 2016 był prezesem Polskiego Związku Kolarskiego.
Postanowieniem prezydenta Bronisława Komorowskiego z 16 października 2014 został odznaczony Krzyżem Kawalerskim Orderu Odrodzenia Polski za wybitne zasługi w działalności na rzecz rozwoju i upowszechniania polskiego kolarstwa, za osiągnięcia w pracy trenerskiej.